# Siata (automerk)

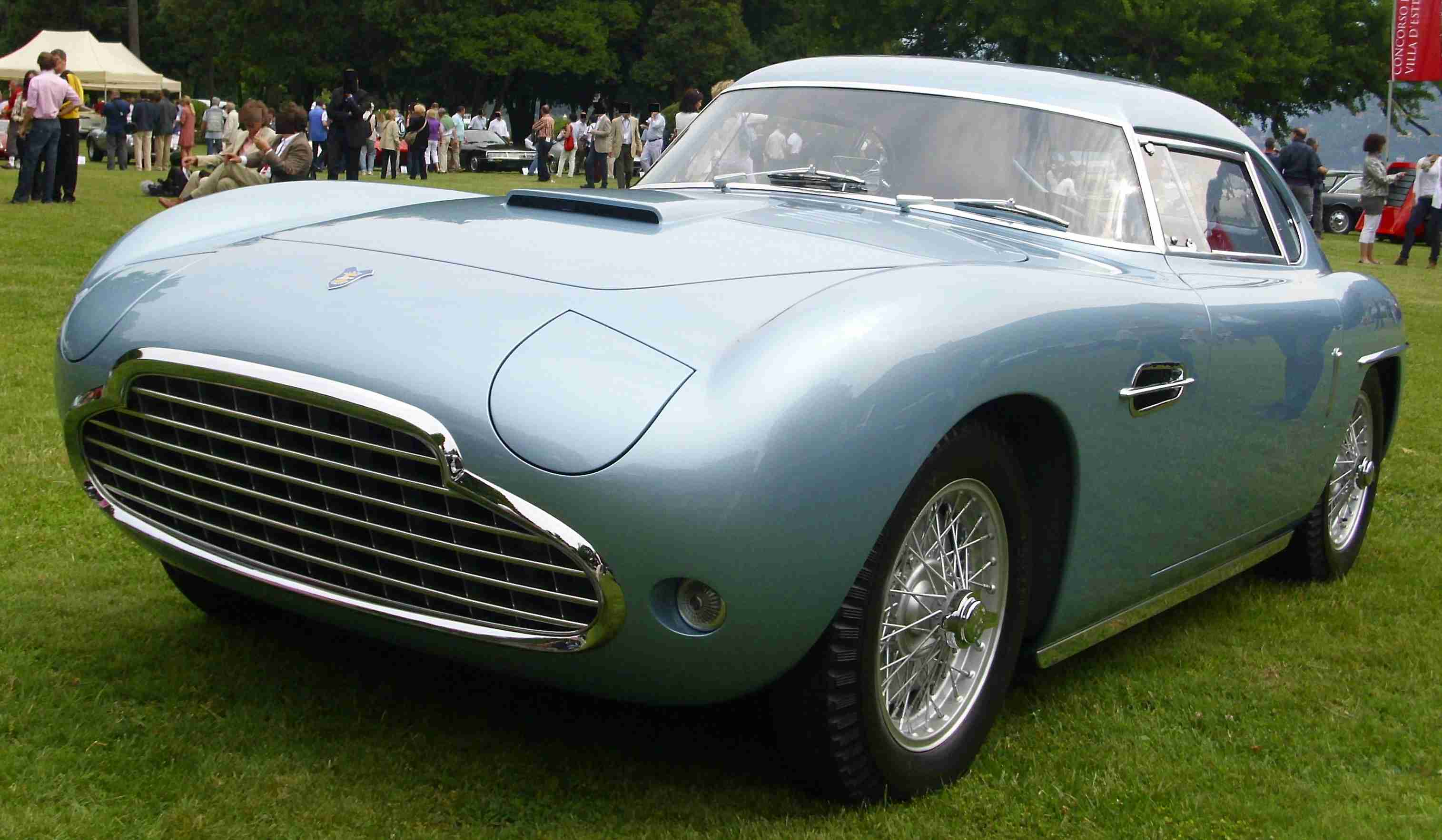
Siata 208 CS Balbo coupe

Siata was een Italiaanse autofabrikant. Het merk is een afkorting van Societa Italiana Applicazione Transformazione Automobilistische.
Het bedrijf begon in 1926 met het bouwen van speciale carrosserieën op basis van Fiat's. In 1970 sloot het de deuren omdat de fabricage van auto's onrendabel was. Het best verkochte model was tevens het laatste model, de Siata Spring, een klassiek ogende cabriolet op basis van de Fiat 850.

## Modellen
- Siata Amica (1948-1952)
- Siata Daina (1950-1958)
- Siata 208S (1953-1954)
- Siata 300BC Barchetta Sport Spider (1951–1954)
- Mitzi
- Siata TS
- Siata Spring (1967-1970)